# Domaine du Ciran
Le Domaine du Ciran est le Conservatoire de la Faune Sauvage de Sologne, sur un parc de 300 hectares situé dans la région naturelle de Sologne, à Ménestreau-en-Villette, au sud de la Loire, dans le département du Loiret et la région Centre-Val de Loire.

## Description
Le Domaine du Ciran, s'organise autour d'un château du XIXe siècle. Il est agrémenté de plusieurs parcours de découverte (3,2 km, 4 km ou 5,2 km) sur lesquels sont proposés des jeux à énigmes pour les enfants, d'un élevage de cerfs et biches et d'une ferme (élevage ovins "Les Prairies du Domaine"). Le parc du château est composé d'une trentaine d'essences d'arbres différentes. Plusieurs sont centenaires dont un chêne nommé « le chêne de Jeanne d'Arc » qui a plus de 500 ans.
Des observatoires sont implantés à différents endroits du parc pour permettre au public d'essayer d'apercevoir les animaux de Sologne. . La forêt, d'une superficie de 220 ha, recouvre l'essentiel du domaine. Les différents milieux traversés sont diversifiés : cultures, prairies, bois, landes et étangs (étang bas, étang des joncs). On y recense une vingtaine de mammifères et plus de 130 espèces d'oiseaux.

## Histoire
Le projet «Fondation de Sologne » créé en 1976 a pour objectif l'ouverture de la Sologne au public. C'est une association qui acquiert les 300 ha de terrains en 1977. La fédération des chasseurs acquiert en parallèle le terrain mitoyen de 150 ha. En 1995, un programme de trois ans est financé par la région Centre et le conseil général du Loiret, et le conservatoire de la faune sauvage ainsi que le parcours découverte, les observatoires et des visites guidées sont mis en place.
Le marais ornithologique a été réhabilité en 1999 par l'association pour la fondation Sologne.

## Animations;
- Le domaine propose également des animations pédagogique à la journée ou à la semaine (classes vertes) ;
- animations et journées à thèmes pour le grand public à différentes périodes de l'année

## Accès et hébergement
Le château du domaine offre des possibilités d'hébergement avec un gîte de groupe de 40 couchages, un gite de 23 couchages (loués avec des salles de réception), des chalets en bois et un camping.
Le site est ouvert toute l'année (les week-ends entre avril et octobre).
L'accès se situe sur la route départementale 108 (route de Ménestreau), entre Marcilly-en-Villette et Ménestreau-en-Villette.